# Bellet

Überblick über die Weinbaugebiete der Provence

Bellet ist ein kleines Weinbaugebiet im Osten der Weinbauregion Provence in Frankreich. Die Weinberge liegen im Département Alpes-Maritimes oberhalb von Nizza und innerhalb dessen Gemeindegrenzen in den Stadtteilen les Séoules, le Pilon, le Grand-Bois, Golfan, les Cappan, Saint-Roman-de-Bellet, la Tour, Candau, Saquier, Saint-Sauveur, Gros-Pin, Serre-Long, Crémat, Mont-Bellet (Cantagalet), Li Puncia und Lingestiera. Das 39,9 Hektar große Gebiet hat seit dem 11. November 1941 den Status einer Appellation d’Origine Contrôlée (kurz AOC). Bellet verfügt über einige der ältesten Weinlagen Frankreichs, da die Weinberge bereits zur Zeit der Phoker angelegt wurden. Jährlich werden ca. 800 bis 1100 hl Wein hergestellt, wovon 30 % Weißwein, 30 % Roséwein und  40 %  Rotwein sind. Aufgrund der geringen Menge sind die Weine außerhalb Nizzas kaum zu finden und haben einen hohen Preis (mindestens 12 bis 15 €/Flasche).

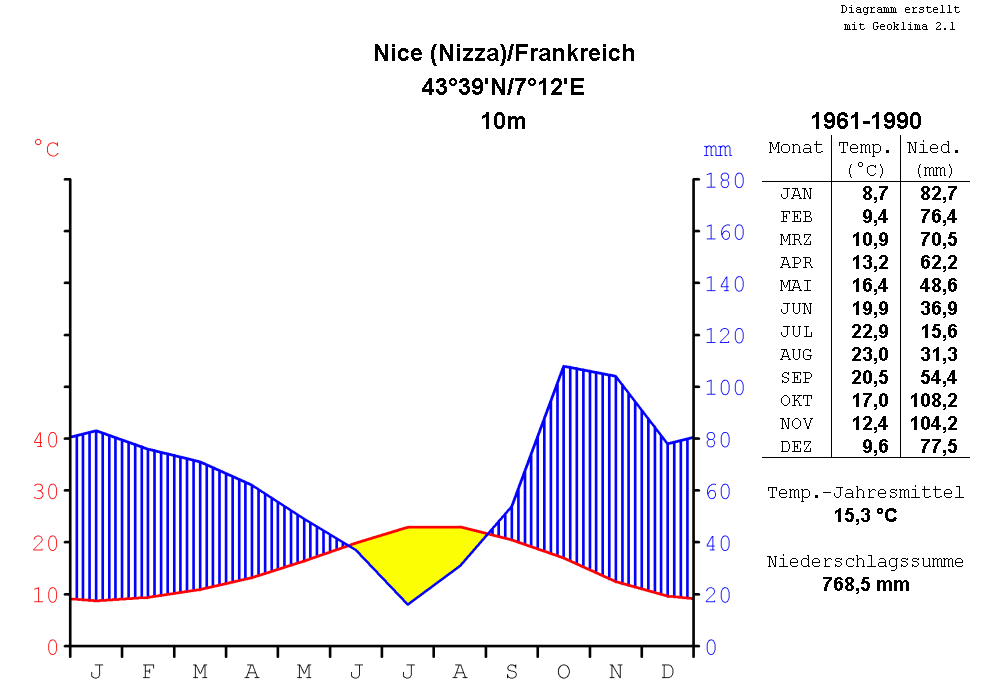
Klimadiagramm von Nizza

- Rotwein: Die hauptsächlich eingesetzten Rebsorten sind die Braquet Noir, Folle Noir (auch Fuella genannt) und Cinsault. Daneben (max. 40 %) dürfen in geringem Maße Grenache Noir, sowie alle weißen Rebsorten, die im lokalen Weißwein genutzt werden, eingesetzt werden. Der Mindestalkoholgehalt beträgt 10,5°.

- Roséwein: Die hauptsächlich eingesetzten Rebsorten sind die Braquet Noir, Folle Noir (auch Fuella genannt) und Cinsault. Daneben (max. 40 %) dürfen in geringem Maße Grenache, Roussanne, Rolle, Spagnol (auch Mayorquin genannt), Clairette Blanche, Pignerol Blanc und Bourboulenc verwendet werden. Der Mindestalkoholgehalt beträgt 10,5°.
- Weißwein: Die hauptsächlich eingesetzten Rebsorten sind die Roussanne, Rolle (so wird hier der Vermentino genannt), Spagnol (auch Mayorquin genannt). Daneben (max. 40 %) dürfen in geringem Maße Clairette, Bourboulenc, Chardonnay, Pignerol und Muscat blanc verwendet werden. Der Mindestalkoholgehalt beträgt 11°.